# バーニング・シェッド
バーニング・シェッド（Burning Shed）は、ミュージシャンであるティム・バウネスとピート・モーガンによって2001年4月に設立された独立系レコード・レーベルである。

## 概要
このレーベルは、4AD、ファクトリー、ECM、DGM、ミュートのような、芸術的な作品に焦点を絞り、オンラインに拡張したレーベルとして考えられていた。
バーニング・シェッドは、ポーキュパイン・ツリー、LO-FI RESISTANCE、ノーマン (No-Man)、OSI、ミディアム（ジャンセン、バルビエリ、カーンのレーベル）、21stセンチュリー・スキッツォイド・バンド、ロスコ (Rothko)、ロジャー・イーノ、ヒュー・ホッパー、ハットフィールド・アンド・ザ・ノースといったアーティストの公式オンラインショップを主催している。
2008年3月以来、バーニング・シェッドはピースヴィル・レコード (Peaceville Records)、および新しいポスト・プログレッシブの刻印とも称されるレーベル、Kスコープ（レーベルであるスナッパー・ミュージック (Snapper Music)部門も併せ）の公式オンライン販売代理店となっている。
最近では、バーニング・シェッドがアンディ・パートリッジ、キング・クリムゾン、トーマス・ドルビー、DGMLive、ビル・ブルーフォード、ジェスロ・タルなどの公式ストアのホストとなった。